# تپه یونجه‌ای
تپه یونجه‌ای مربوط به دوره هخامنشی - دوران‌های تاریخی پس از اسلام است و در کیلومتر ۱۰ جنوب جاده قدیم داراب به فسا واقع شده و این اثر در تاریخ ۲۸ دی ۱۳۷۹ با شمارهٔ ثبت ۲۹۵۴ به‌عنوان یکی از آثار ملی ایران به ثبت رسیده‌است.